# روی اسکات دانبار
روی اسکات دانبار (انگلیسی: R. Scott Dunbar؛ اخترشناس، و فیزیک‌دان اهل ایالات متحده آمریکا و یابندهٔ دنباله‌دارها و ریزسیاره‌ها است.
دانبار نقش فعالی در بررسی سیارک‌های پالومار داشت.[۲] مرکز بررسی ریزسیاره‌ها به او اعتبار (همکاری) در کشف ۱۰ ریزسیاره شماره گذاری شده در طول سال‌های ۱۹۸۱–۱۹۸۷ را می‌دهد.
برجسته‌ترین اکتشافات او شامل جرم نزدیک به زمین بالقوه خطرناک آتنی ۳۳۶۲ خوفو است که با همکاری ماریا آنتونلا باروچی آن‌ها را کشف کرد، و همچنین جسم نزدیک به زمین، مریخ متقاطع و سیارک آتنی، ۳۵۵۱ ورنیا. او به همراه النور هلین سیارات کوچک 3360 Syrinx، 6065 Chesneau، 6435 Daveross و 7163 Barenboim را کشف کرد.
دانبار و هلین همچنین ادعا کردند که دنباله‌دار 1980 p را کشف کرده‌اند که معلوم شد وجود نداشته‌است. این یک تصویر روح از قلب الاسد (آلفا لئونیس) بوده‌است.
سیارک کمربند اصلی ۳۷۱۸ دانبار که توسط النور هلی کشف شد.